# Alexander Groß (Pädagoge)
Alexander Groß (* 1. April 1931 in Köln; † 24. September 2019 in Köln) war ein deutscher Pädagoge und Akademieleiter.

## Leben
Alexander („Alex“) Groß war der Sohn von Elisabeth Groß und des im Naziregime hingerichteten und von der römisch-katholischen Kirche seliggesprochenen christlichen Gewerkschafters Nikolaus Groß aus Köln. Er wurde als fünftes von sieben Kindern geboren. Im Sommer 1944 wurden er und ein Freund aus Sicherheitsgründen zu einer Familie in Baienfurt bei Ravensburg geschickt, wo sie bis zum Frühjahr 1945 blieben. Zurück in Köln besuchte er das Dreikönigsgymnasium und machte anschließend eine Ausbildung zum Bankkaufmann. Er arbeitete etwa ein Jahr bei der Kölner Bank für Landwirtschaft und besuchte danach für ein Jahr einen „Jahreslehrgang für Arbeitnehmer“ für angehende Sozialsekretäre, der vom Katholisch-Sozialen Institut des Erzbistums Köln in Bad Honnef durchgeführt wurde. 1956 heiratete er Irene Gerhards. Von 1956 bis 1959 arbeitete er in Münster als KAB-Sekretär (Katholische Arbeitnehmer-Bewegung), dann für etwa ein Jahr in Köln bei den Christlichen Gewerkschaften und danach als Referent im Bundesministerium für Verteidigung in Bonn. 1969 übernahm Groß von Stephan Pfürtner die pädagogische Leitung der Jugendakademie Walberberg und 1973 die Geschäftsführung dieser 1964 gegründeten außerschulischen Jugendbildungsstätte im Erzbistum Köln. 1992 übergab er die Leitung der Jugendakademie an Reinhard Griep. In den letzten Jahren seines Lebens litt er an der Parkinson-Krankheit. Alexander Groß starb am 24. September 2019; sein Grab befindet sich auf dem Friedhof Köln-Longerich.

## Wirken
Unter der Leitung von Alexander Groß waren die Leitlinien des Bildungsprogramms der Jugendakademie Walberberg zum einen die Gestaltung einer europäischen Friedensordnung nach den Erfahrungen der faschistischen Herrschaft und die Internationalität; zum andern die Integration der Impulse des 2. Vatikanums und der Theologie der Befreiung sowie der neuen sozialen Bewegungen. Außerdem wurden die außerschulischen Bildungsoptionen und -seminare für benachteiligte und bildungsferne Jugendliche in der Walberberger Akademie unter den kirchlichen Jugendbildungshäusern fast zum Alleinstellungsmerkmal. In der Festschrift zu Alex Groß's 60. Geburtstag steht programmatisch:
„Die Erziehungs- und Bildungsarbeit soll dem Aufbau einer umfassenden Friedensordnung in der Welt dienen; sie soll insbesondere den Jugendlichen und jungen Erwachsenen helfen, die eigene und mitmenschliche Welt zu gestalten sowie verantwortlich für Gesellschaft und Kirche, für Staat und Völkergemeinschaft wirksam zu werden.“
Dieser pädagogische Anspruch von Emanzipation und Weltverantwortung fand in der Pädagogik Paulo Freires seine konzeptionelle Grundlage. 1973 lud Alex Groß engagierte Pädagogen und Mitglieder von Basisgruppen zu einem Seminar über die Befreiungspädagogik Paulo Freires in die Jugendakademie ein; etliche Freire-Seminare und Workshops folgten in den Jahren danach. In Walberberg wurde auch der Grundstein für die spätere "Europäische Arbeitsgruppe Bewußtseinsbildung" gelegt, die 1994 die Paulo Freire Gesellschaft e.V. gründete. In seinem Beitrag zur Festschrift über "Fünfzehn Jahre Bildungsarbeit im Geiste Paulo Freires" macht Manfred Peters deutlich, wie sehr Alex Groß von dieser Befreiungspädagogik geprägt war. Dies zeigte sich seines Erachtens neben der Praxis in der Jugendakademie auch in den Aufsätzen von Alex Groß, z. B. zur "Friedenserziehung im Konzept Paulo Freires".
23 Jahre lang setzte sich Groß als pädagogischer Leiter und Geschäftsführer für die Eigenständigkeit dieses Bildungshauses ein. Für dessen pädagogisches Konzept waren Jugend- und zeitnahe Seminarthemen und die Option für eine handlungsorientierte Pädagogik charakteristisch, welche eine Verknüpfung von Persönlichkeitsbildung mit politischer und religiöser Bildung intendierte; dies galt nicht zuletzt auch für kirchenferne Jugendliche. Einer dieser ehemaligen Seminar-Teilnehmer schreibt in einem Nachruf auf Alexander Groß:
"In der Folgezeit kam ich häufiger in dieses von Bonn und Köln gleich gut erreichbare winzige gallische Dorf, in dem Alexander Groß als Häuptling der kleinen linkskatholischen Enklave im sonst wenig erbaulichen Erzbistum Köln fungierte. Angeboten wurden Wochenendseminare zu Themen, die mich damals bewegten: Paulo Freire und seine Pädagogik der Unterdrückten, Literaturseminare mit Anatol Feid OP, theologische Seminare zu Ostern und Pfingsten, die mir viel bedeuteten. Bald konnte ich auch selbst als Co-Teamer auftreten, z. B. bei einem Seminar zum Thema Wolf Biermann.
Nach Meinung des als Gerechter unter den Völkern ausgezeichneten Theologen Stephan Pfürtner spielte Alex Groß für die ganze Akademie eine zentrale Rolle.
„Es machte das charmante Charisma von Alexander Groß aus, die vielfältigsten Menschen verbinden und sie mit der Sache der Jugendakademie vertraut machen zu können. Hier – und nicht nur hier – kam soetwas wie ein Naturtalent zum Vorschein. … Die ganz unprätentiöse Art seines rheinischen Katholizismus hat Alexander Groß dazu geholfen, die konfessionelle Identität ebenso zu wahren wie mit Menschen anderer Konfession und Religion fröhliche ökumenische Offenheit zu praktizieren.“
Alex Groß engagierte sich in der Chile-Solidaritätsarbeit und viele Jahre für den Erhalt und Ausbau des Kölner EL-DE-Hauses, das als Gestapodienststelle und Gefängnis zwischen 1935 und 1945 zum Inbegriff nationalsozialistischer Schreckensherrschaft wurde. Er war Mitglied im Bensberger Kreis, von Pax Christi, der Paulo-Freire-Gesellschaft und setzte sich in verschiedenen Arbeitszusammenhängen für behinderte Menschen ein.

## Protest gegen die Seligsprechung des Vaters
Sein Vater, Nikolaus Groß, engagierte sich bereits seit 1927 im Widerstand gegen den Nationalsozialismus. Der Kölner Kreis, zu dem unter anderem Jakob Kaiser und Bernhard Letterhaus gehörten, arbeitete eng mit dem Berliner Kreis um Carl Friedrich Goerdeler zusammen und war an den Planungen von Alternativen zum NS-Regime beteiligt. Nikolaus Groß wurde in Zusammenhang mit dem Attentat vom 20. Juli verhaftet, zum Tode verurteilt und im Januar 1945 in Plötzensee ermordet.
Als sein Vater im Oktober 2001 seliggesprochen wurde, sah Alexander Groß darin eine unzulässige Vereinnahmung des Widerstandskämpfers gegen den Nationalsozialismus durch die Kirche, weil sie nach seiner Meinung damit nicht nur in erster Linie den „glaubensstarken Christen“ würdigen und vom eigenen Versagen ablenken wollte, sondern damit auch versuchte, sich selbst als einen „Ort des Widerstandes“ erscheinen zu lassen.
Gegen diese Einschätzung von Alex Groß grenzten sich zwei seiner Geschwister, Bernhard und Berny, im Jahr 2000 in einem Beitrag in der Kölner Kirchenzeitung ab, weil nach ihrer Meinung in den Briefen ihres Vaters aus dem Gefängnis „Gefühle des Verlassenseins von Bischöfen keinen Platz“ gehabt hätten. Sie gestehen ihm allerdings zu, dass es seine persönliche Angelegenheit sei, soweit er sich „mit der Rolle der Deutschen Bischöfe im Nationalsozialismus beschäftigt“.
Dass Katholiken, welche die Risiken des aktiven Widerstands auf sich nahmen, ihre Gewissensentscheidung nicht nur alleine, sondern oft sogar gegen die Kirchenleitung treffen mussten, wurde nicht nur durch Alex Groß in seinem Buch Gehorsame Kirche – ungehorsame Christen im Nationalsozialismus belegt, sondern auch bereits vorher durch andere Veröffentlichungen.
Auch durch neuere Forschungsarbeiten wird die Einschätzung von Alexander Groß bestätigt, so z. B. 2016 durch den amerikanischen Historiker David Kertzer. Dessen Buch „Der erste Stellvertreter. Papst Pius XI. und der geheime Pakt mit dem Faschismus“ stellt – wie der Kirchenhistoriker und Leibniz-Preisträger Hubert Wolf im Vorwort schreibt – „die Frage nach der Schuld der Kirche, die Johannes Paul II. im Heiligen Jahr 2000 aufgeworfen hat, noch einmal neu“.
So wie es den Frauen und Männern des Widerstandes gegen die Nazidiktatur um Frieden und Gerechtigkeit in unserem Land und unter den Völkern ging, sollten nach Meinung von Alexander Groß auch wir trotz allem Hoffnung und Mut nicht aufgeben. Da dies der Kontext der „Heiligkeit“ ist und sein Vater in diesem Kontext stand, hat Alex Groß schließlich auch mit dessen Seligsprechung seinen Frieden gemacht. Für ihn galt:
"Vor allem soll mein Vater ein Stein des Anstoßes sein und bleiben, wo die Würde des Menschen mit Füßen getreten wird, wo die Folter reagiert und wo Menschen sterben müssen, weil sie den Interessen der Mächtigen im Weg stehen."

## Schriften
- Friedenserziehung im Konzept Paulo Freires, in: AG SPAK (Hrsg.), Freire-Brief 17/18, 1983
- Entmythologisierung als Anfrage an die Pädagogik, in: Radius (1984/3) Dezember 1984.
- „Wider die Schönfärberei“. Enttäuschung, Trauer, Zorn und Empörung: Was das Wort der deutschen Bischöfe zum Ende des Zweiten Weltkrieges bei Angehörigen ermordeter Widerstandskämpfer auslöst. In: Publik-Forum Nr. 13, 14. Juli 1995, S. 24f
- Gehorsame Kirche – ungehorsame Christen im Nationalsozialismus. Mit einem Vorwort von Heinrich Missalla. Mainz 2. Auflage 2000
- Rom spricht selig – und verfälscht ein Leben. Der von Hitlerdeutschland ermordete Widerstandskämpfer Nikolaus Groß wird zur Ehre der Altäre erhoben. Sein Sohn protestiert. In: Publik-Forum Nr. 17/2001, S. 24–27